# Zipper Catches Skin
Zipper Catches Skin är ett musikalbum från 1982 gjort av den amerikanska hårdrocksartisten Alice Cooper. På grund av Alice på den tiden stora alkoholintag minns han ingenting av inspelningen av denna skiva. Ingen turné följde skivan och ingen av låtarna har någonsin framförts live. 

## Låtlista
1. "Zorro's Ascent" - (Cooper/Nitzinger/Scott/Steele)
2. "Make That Money (Scrooge's Song)" - (Cooper/Wagner)
3. "I Am The Future" - (Schifrin/Osborne)
4. "No Baloney Homosapien" - (Cooper/Wagner)
5. "Adaptable (Anything For You)" -  (Cooper/Scott/Steele)
6. "I Like Girls" - (Cooper/Nitzinger/Scott)
7. "Remarkably Insincere" - (Cooper/Nitzinger/Scott)
8. "Tag, You're It" - (Cooper/Nitzinger/Scott)
9. "I Better Be Good" - (Cooper/Scott/Wagner)
10. "I'm Alive (That Was The Day My Dead Pet Returned To Save My Life)" - (Cooper/Scott/Wagner)

"I Am The Future" var med på soundtracket till filmen Class of '84.